# 루트 디렉토리

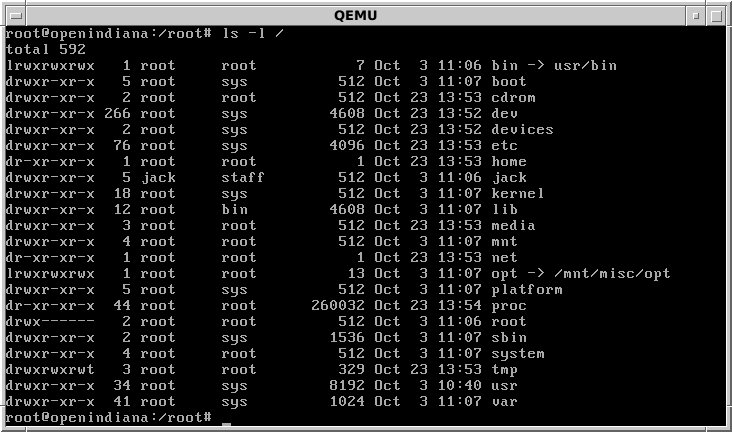
OpenIndiana 운영 체제의 루트 디렉터리의 모습.

루트 디렉토리(root directory, 문화어: 뿌리등록부)는 주로 유닉스와 유닉스-계열 운영 체제에서 사용되는 개념인데, 컴퓨터 파일 시스템에서 계층 구조의 첫번째 또는 최상위 디렉토리를 가리킨다. 트리 구조의 줄기에 비유할 수 있는데, 모든 가지들이 뻗어 나오는 시작점의 역할을 한다.
이를테면, 보편적인 하드 디스크와 운영 체제를 갖춘 환경에서 C 드라이브의 루트 디렉토리는 C:\이다.

## 슈퍼루트
일부 유닉스 시스템들은 루트 디렉터리 아래의 디렉터리를 지원한다. 일반적으로 "/.."는 "/"와 동일한 노드를 가리키지만 MUNIX의 경우 슈퍼 루트 디렉터리로 변경이 가능하며 여기에서 원격 트리를 마운트할 수 있다. 2개의 워크스테이션 "pcs2a"와 "pcs2b"가 "connectnodes"와 "uunite" 시작 스크립트를 통해 연결되어 있을 경우 "/../pcs2b"를 사용하여 "pcs2a"로부터 "pcs2b"의 루트 디렉터리에 접근할 수 있다.

## 같이 보기
- 파일 시스템 계층 표준 (FHS)
- 홈 디렉토리
- 부모 디렉토리
- 작업 디렉토리